# Invazivna vrsta
Strana vrsta je nezavičajna vrsta koja prirodno ne obitava u određenom ekološkom sustavu nekoga područja, nego je u njega dospjela ili može dospjeti namjernim ili nenamjernim unošenjem. Ako naseljavanje ili širenje strane vrste negativno utječe na biološku raznolikost, zdravlje ljudi ili pričinjava ekonomsku štetu na području na koje je unesena, tada tu vrstu smatramo invazivnom vrstom.
Značajan je i izravan utjecaj invazivnih vrsta na zdravlje ljudi. Najočitiji primjer ovog utjecaja predstavlja biljka ambrozija čiji je pelud izraziti alergen koji uzrokuje alergije kod brojnih ljudi. Međutim, čovjek je svijetom prenio i čitav niz virusa i bakterija zbog kojih su umrli milijuni ljudi. Takvi su patogeni npr. virusi gripe, HIV-a, virus Zapadnog Nila itd.
Procijenjeno je da šteta koju strane invazivne vrste godišnje uzrokuju u 27 zemalja članica EU-a iznosi između 9,6 i 12 milijardi eura. Kontrola invazivnih vrsta i smanjivanje njihova utjecaja na zavičajne vrste i cjelokupne ekološke sustave danas je jedan od najvećih izazova zaštite prirode u Europi.

## Invazivne vrste u Hrvatskoj
Azijski tigrasti komarac, nutrija, ambrozija i afrički grivasti skakač (srodnik koze) samo su neke strane i invazivne vrste u Hrvatskoj, uljezi izvan područja svoje prirodne rasprostranjenosti, kamo su dospjele isključivo zahvaljujući namjernoj ili nenamjernoj pomoći čovjeka.
Najstariji poznati primjer namjernog unosa strane invazivne vrste u Hrvatsku je unos indijskog mungosa. Zbog biološke kontrole populacije zmija, prvenstveno poskoka, odnosno suzbijanja jedne vrste unošenjem druge, 11 jedinki te vrste sisavca iz reda zvijeri uneseno je 1910. godine na otok Mljet. Kroz dvadesetak godina introducirani mungos je uništio sve zmije na otoku i počeo napadati druge male divlje životinje uključujući ptice selice, ali i domaće životinje, „pa se mungos u proteklih stotinjak godina življenja na hrvatskom tlu od spasonosnog tamanitelja zmija preobrazio u ljutog neprijatelja lovstva i prirode uopće“. Danas je nazočan na pet otoka: Mljetu, Korčuli, Hvaru, Čiovu i Škrdi, a unesen je i na poluotok Pelješac odakle se polako počeo širiti obalom.
I štuka, zavičajna autohtona hrvatska vrsta u rijekama dunavskoga slijeva, invazivna je primjerice u vodama jadranskog slijeva jer je u njima strana vrsta te se kao grabežljivac vrlo dobro snalazi, kao i smuđ.
Za Hrvatsku DZZP još nema listu stranih invazivnih vrsta za sve skupine, od biljaka identificirano je 67 vrsta, u kopnenim vodama 22 strane vrste riba, od kojih su neke invazivne, ali nije napravljena procjena invazivnosti, te nekoliko sisavaca.

### Invazivne biljke u Hrvatskoj (izbor)
- Pajasen ili Kiselo drvo (Ailanthus altissima, (Mill.) Swingle) je jedna od najopasnijih invazivnih drvenastih biljaka u Hrvatskoj. Podrijetlom je iz Kine, a u Europu je unešena kao ukrasna biljka početkom 18. stoljeća. Brzo raste, nema prirodnih neprijatelja, prilagođena je na sve vrste tla i kvalitetu zraka, te zbog lučenja otrova ailantona zaustavlja rast drugih biljaka u svojoj blizini. Razmnožava se i vegetativno izbojcima iz korijena pa se ista jedinka širi i nekoliko desetaka metara od matičnog stabla. U Dalmaciji uspijeva duž cijele obale, otocima i zaleđu.
- Kanadska hudoljetnica (Conyza canadensis, (L.) Cronquist) je jedna od najinvazivnijih, široko rasprostranjenjih biljaka, a pripada najbrojnijoj porodici glavočika (Asteraceae). Ova jednogodišnja, visoka zelen, podrijetlom iz Sjeverne Amerike, naraste i do 150 cm visine, a na vrhu stvara cvat s brojnim malenim bijelo-žutim glavicama. Biljka stvara veliki broj sitnih dlakavih sjemenki, koje se vjetrom lako rasprostranjuju na velike udaljenosti. U Dalmaciji uspijeva duž cijele obale, otocima i zaleđu.
- Srebrnolisna pomoćnica (Solanum elaeagnifolium, Cav.) jedna je od najinvazivnijih kopnenih biljaka Mediterana. Podrijetlom je iz Sjeverne i Južne Amerike. Najviše napada poljoprivredne kulture, a posebno je opasna jer može prenositi niz opasnih bolesti, poput virusa krumpira i žutog uvijača lista rajčice. Svi su dijelovi biljke otrovni, osobito plodovi, koji konzumirani mogu biti smrtonosni za ljude. Zabilježena je na otocima Plavniku i Visu te oko Šibenika, no prava rasprostranjenost u nas nije poznata.
- Čivitnjača,  kineski bagrem ili amorfa (Amorpha fruticosa) je ukrasna biljka podrijetlom iz Sjeverne Amerike unesena u Hrvatsku u prvoj polovici 20. stoljeća. Široko se rasprostranila u nizinskom dijelu zemlje te onemogućila rast zavičajnim vrstama. Zbog velike rasprostranjenosti teško ju je iskorijeniti, te se može samo kontrolirati njezino širenje.[2]
- Grozdasta kaulerpa (Caulerpa racemosa, (Forsskål) J.Agardh) je zelena morska alga podrijetlom iz tropskih i umjereno toplih mora. Ona uspijeva na gotovo svim tipovima dna, na dubinama do 70 m. Kod nas je dosad zabilježena na stotinjak lokaliteta u Jadranu.[3]

### Invazivne ribe u Hrvatskoj (izbor)
U kopnenim vodama Hrvatske do sada su zabilježene 22 vrste riba unesene iz drugih podneblja, od kojih neke imaju vrlo negativan utjecaj na ekološke suustave, te se zato smatraju invazivnim vrstama:
- Kalifornijska pastrva je očit primjer negativnog utjecaja namjerno unešene strane ribe na zavičajnu hrvatsku faunu. Naime, u rijeci Ljuta u Konavoskom polju dovela je do izumiranja gatačke gaovice.
- Gambuzija (Gambusia holbrooki) je početkom 20. stoljeća unesena u Europu iz Sjeverne Amerike zbog biokontrole komaraca koji su prenosili malariju, a danas se smatra jednom od sto najopasnijih invazivnih vrsta.[4]
- Sunčanica
- Babuška
- Crni somić
- Bijeli amur
- Bezrilica
- Bijeli i sivi glavaš
- Riječni glavočić
- Glavočić
- Keslerov glavočić

### Ostale invazivne vrste u Hrvatskoj
- Signalni rak (Pacifastacus leniusculus (Dana, 1852)) potječe iz Sjeverne Amerike, a u Europu je unesen polovicom 20. stoljeća. Osobito zabrinjava njegovo nedavno pojavljivanje u rijeci Korani, iako je zabilježen u rijeci Muri još 2008. godine. Danas je signalni rak jedna od najvećih prijetnji opstanku autohtonih vrsta rakova u Europi.[5]
- Barska nutrija u Europu je uvezena iz Južne Amerike zbog skupocjenog krzna. U Hrvatskoj opsjeda dolinu rijeke Mirne.
- Bizamski štakor

## Invazivne vrste u svijetu (izbor)
- Kunići su stigli brodovima koji su u Australiju prevozili kažnjenike. Najprije su ugrozili Tamsaniju, a zatim se poput šumskog požara proširili i na kontinent. Virus miksomatoza uvezen 1948. sveo je višemiljunsku populaciju na podnošljivu mjeru.
- Najprije dobrodošao, a potom nepoželjan doseljenik kaktus Opuncija je u Australiju donesen kao ukrasna bilja, potom se kao pošast proširio i uništio milijuna hektara pašnjaka. Njegovu su brojnost smanjili tako da su uvezli leptira Cactoblastits čija se ličinka hrani tkivom kaktusa.
- Američki doseljenici su sa sobom ponijeli i uobičajenu europsku biljku gospinu travu, vjerojatno da ih podsjeti na stari zavičaj. No, ona se ubrzo proširila na milijune hektara poljoprivrednog zemljišta. I za nju je pronađen neprijatelj, mala europska zlatica.

## Vanjske poveznice
- Alphabetical listing of all species in the Global Invasive Species Database  Arhivirana inačica izvorne stranice od 14. prosinca 2017. (Wayback Machine)
- invazivnevrste.hr
- Invasive Species Compendium, enciklopedijski izvor informacija o invazivnim vrstama svijeta (engl.)
- Invasive Species Specialist Group  Arhivirana inačica izvorne stranice od 20. lipnja 2001. (Wayback Machine), globala baza podataka invazivnih vrsta (engl.)